# Неймайер (лунный кратер)
Кратер Неймайер (лат. Neumayer) — большой древний ударный кратер в юго-восточной материковой части видимой стороны Луны. Название присвоено в честь немецкого полярного исследователя, гидрографа и метеоролога Георга Бальтазара Неймайера (1826—1909) и утверждено Международным астрономическим союзом в 1935 г. Образование кратера относится к нектарскому периоду.

## Описание кратера

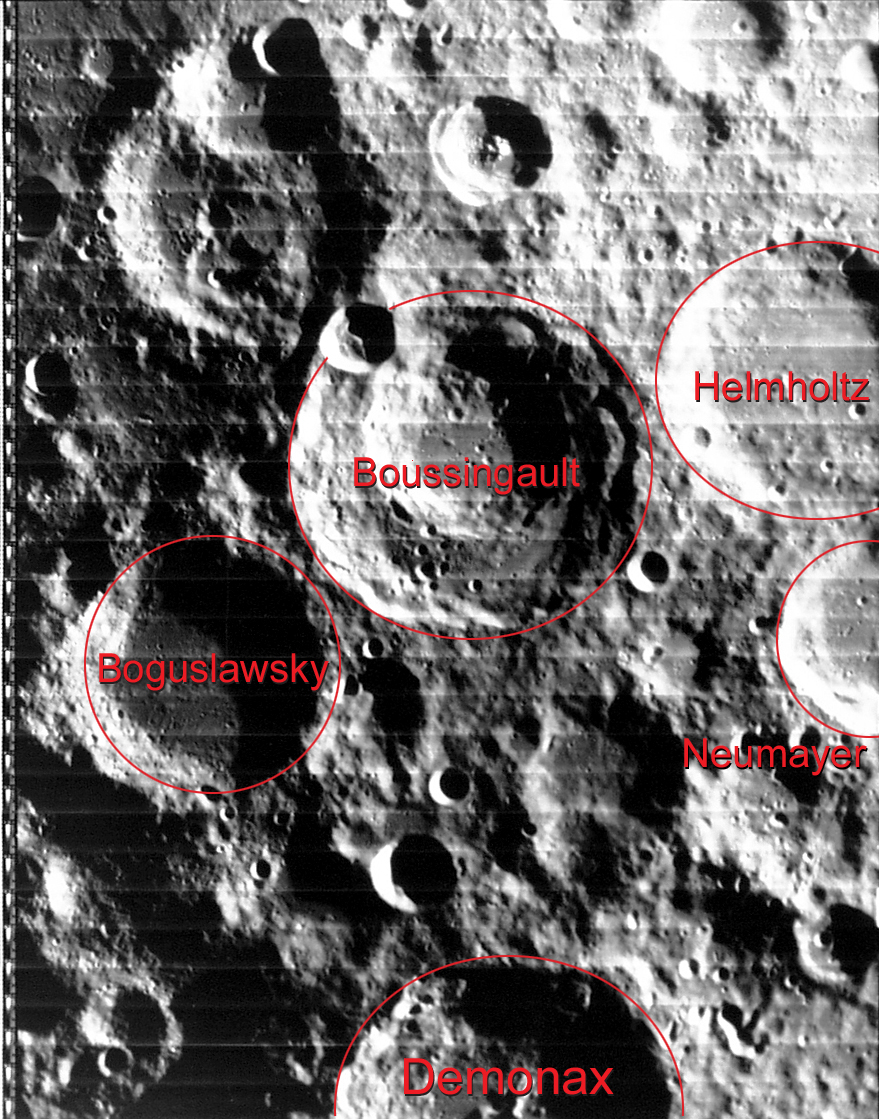
Окрестности кратера Неймайер. Снимок зонда Lunar Orbiter - IV.

Ближайшими соседями кратера являются кратер Буссенго на западе; кратер Гельмгольц примыкающий к кратеру Неймайер на северо-западе; кратер Векслер на востоке-северо-востоке; кратер Хэйл на востоке-юго-востоке и кратер Демонакс на юге-юго-западе. Селенографические координаты центра кратера 71°10′ ю. ш. 70°55′ в. д. / 71,16° ю. ш. 70,92° в. д., диаметр 84,4 км, глубина 3770 м.
Кратер Неймайер имеет полигональную форму и значительно разрушен. Вал сглажен, внутренний склон широкий, с остатками террасовидной структуры. Высота вала над окружающей местностью достигает 1330 м, объем кратера составляет приблизительно 5300 км³. Дно чаши сравнительно ровное, испещрено множеством мелких кратеров, включая извилистую цепочку кратеров в юго-западной части, имеются отдельные невысокие холмы. В северной и северо-западной части чаши у подножия внутреннего склона расположены приметные небольшие кратеры.

## Сателлитные кратеры
| Неймайер | Координаты                                            | Диаметр, км |
| -------- | ----------------------------------------------------- | ----------- |
| A        | 75°05′ ю. ш. 73°53′ в. д. / 75,08° ю. ш. 73,88° в. д. | 34,1        |
| M        | 71°44′ ю. ш. 80°22′ в. д. / 71,73° ю. ш. 80,36° в. д. | 35,4        |
| N        | 70°32′ ю. ш. 78°24′ в. д. / 70,54° ю. ш. 78,4° в. д.  | 38,8        |
| P        | 70°35′ ю. ш. 83°29′ в. д. / 70,59° ю. ш. 83,49° в. д. | 23,1        |

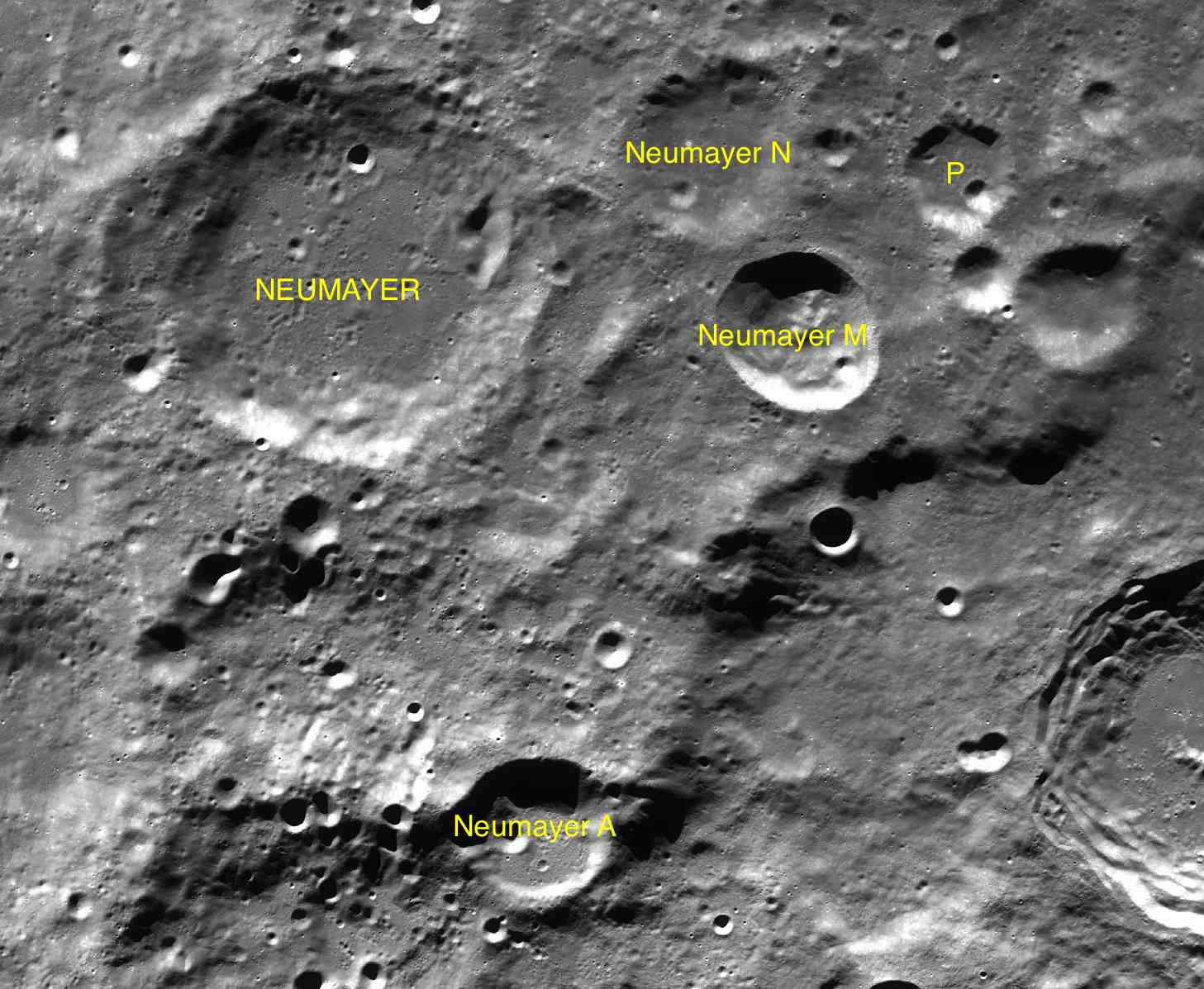
Фрагмент карты LAC-139.

- Образование сателлитного кратера Неймайер A относится к нектарскому периоду[1].
- Образование сателлитного кратера Неймайер M относится к позднеимбрийскому периоду[1].

## См.также
- Список кратеров на Луне
- Лунный кратер
- Морфологический каталог кратеров Луны
- Планетная номенклатура
- Селенография
- Минералогия Луны
- Геология Луны
- Поздняя тяжёлая бомбардировка